# Marie-Thérèse Abena Ondoa
Pour les articles homonymes, voir Ondoa.
Marie-Thérèse Abena Ondoa, née Obama le 10 août 1942 à Douala, est une pédiatre, professeur d'université et personnalité politique camerounaise. Elle est nommée ministre de la Promotion de la femme et de la famille en 2009.

## Biographie

### Carrière professionnelle
Avant de devenir ministre, elle travaille en milieu universitaire et hospitalier. Elle est notamment:
- professeur à la faculté de médecine de l'université de Yaoundé I[1];
- vice-doyenne de cette faculté, chargée de la recherche et de la coopération[2];
- chef du département de pédiatrie du centre hospitalier universitaire (CHU) de Yaoundé[3].

Nommée directrice de l'hôpital central de Yaoundé le 17 mars 2009, elle devient la première femme camerounaise à occuper cette fonction.

### Carrière politique
En 2009, quatre mois après sa nomination à la tête de l'hôpital central, elle est nommée dans le gouvernement du Premier ministre Ephraïm Inoni ministre de la Promotion de la femme et de la Famille, en remplacement de Suzanne Mbomback. Elle est reconduite dans ces fonctions lors du remaniement ministérieldu 2 octobre 2015, dans le gouvernement Philémon Yang.

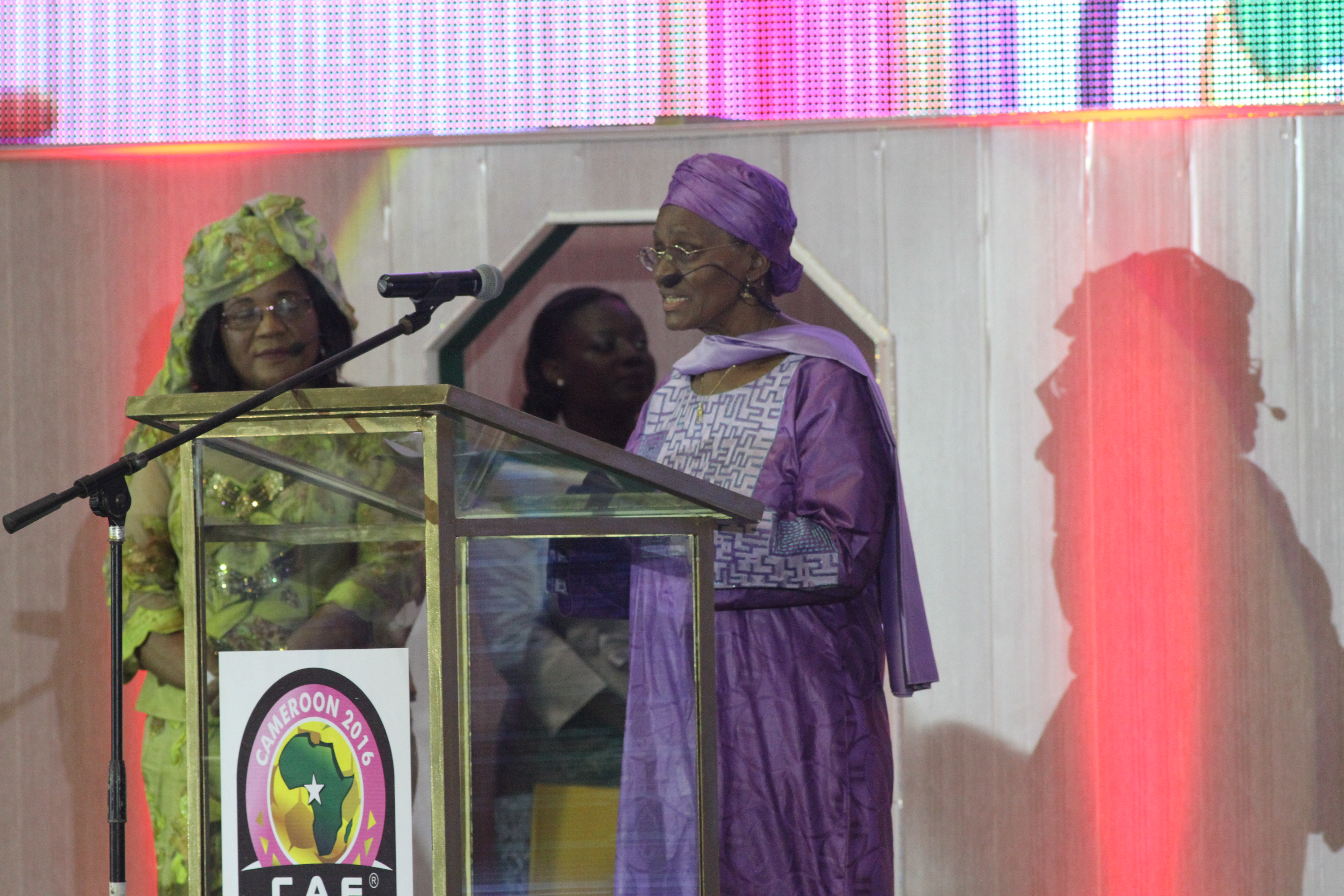
Marie-Thérèse Abena Ondoua, ministre de la femme et de la famille pendant le tirage au sort à l'occasion de la Coupe d'Afrique des Nations féminine au Palais des sports de Yaoundé.

En 2016, elle gère un budget de près de 7 milliards de francs CFA (un peu plus de 10 millions d'euros), en hausse de 21% par rapport à l'année précédente.
Lors de la troisième journée internationale des droits de l'enfant en 2016, elle se prononce vigoureusement contre le mariage des enfants, qui affecte particulièrement les petites filles en les privant d'éducation et en bloquant leur développement. Elle appelle les chefs communautaires et religieux ainsi que les journalistes et les chefs de famille à lutter contre cette pratique et « d'autres pratiques traditionnelles rétrogrades. »
Concernant les retards en matière d'éducation et de formation des femmes, elle préconise une politique de construction d'écoles, qu'elle met en œuvre avec des financements étrangers, dont celui du Japon. De son ministère dépendent des centres de formation professionnelle destinés aux jeunes filles ayant dû abandonner l'école dans les zones rurales. Ceux-ci proposent des filières telles que les technologies de l'information et de la communication (TIC), la conduite de projets ou la gestion, qui doivent permettre à leurs bénéficiaires d'exercer localement un métier,.
Le 19 avril 2012 est votée une réforme du code électoral du Cameroun. Elle adopte des mesures visant à respecter l'égalité des sexes, à la suite desquelles le nombre de femmes parlementaires passe de 25 à 56, permettant au pays d'atteindre les objectifs fixés par la Convention sur l'élimination de toutes les formes de discrimination à l'égard des femmes (CEDAW).